# S'Archittu
S'Archittu est un hameau marin appartenant à la municipalité de Cuglieri, dans la province d'Oristano, bordant le hameau de Torre del pozzo, avec lequel la baie d'Is Arenas se ferme au nord. 

## Origine du nom
La ville tire son nom de l'arc de roche naturelle (en sarde, en fait, s'archìttu) qui domine la crique située juste à côté de la ville et peut être atteint à pied via un pavage piétonnier créé en 2002 qui suit la disposition originale du chemin de terre précédent . Pendant les mois d'été, après le coucher du soleil, l'arche est illuminée artificiellement, ce qui en fait une attraction touristique. De là, les jeunes plongent généralement; en 2001, la partie arrière de l'arche rocheuse a été le théâtre du Championnat du monde de plongeon depuis de grandes hauteurs . D'une hauteur d'environ 15  mètres, il est le résultat de l'érosion marine d'une ancienne grotte formée de dépôts calcaires, marneux et fossiles; grâce à son originalité, il est soumis à la protection par décret du Ministère de l'Environnement et de la protection du territoire et de la mer, avec la dénomination "Monument naturel S'Archittu di Santa Caterina" ,

## Archéologie
Le site archéologique de Cornus est situé près de S'Archittu et, en général, les derniers événements de la rébellion d' Ampsicora ont eu lieu dans les environs pendant la deuxième guerre punique. Des études suggèrent que le port de la ville était dans la région d'Arco . 

## Littérature
Le village apparaît dans certains poèmes de Giovanni Corona (1914 - 1987), un poète du village voisin de Santu Lussurgiu, et dans le roman Sardinia Blues de Flavio Soriga. 

## Galerie d'images

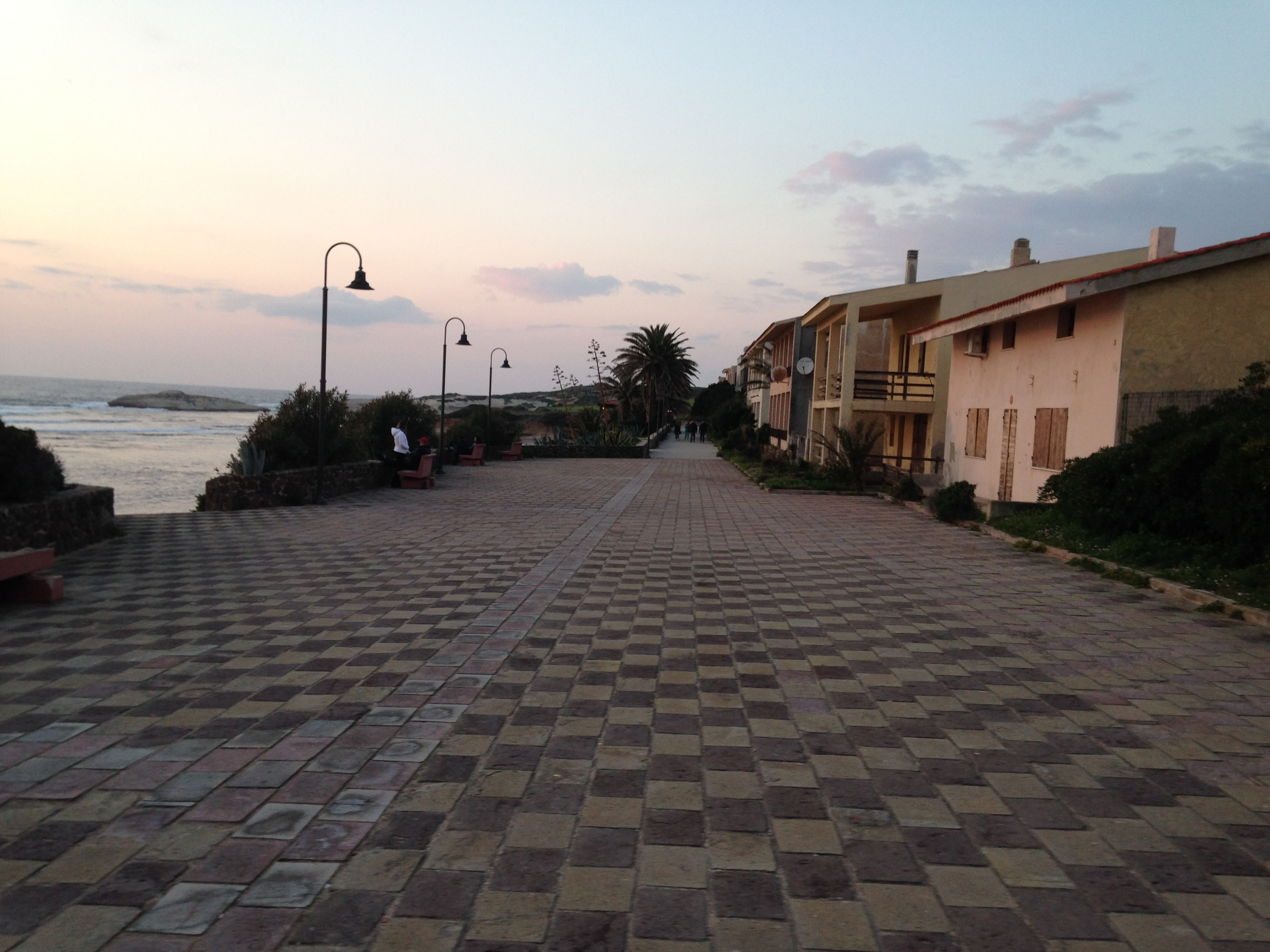
La promenade de S'Archittu
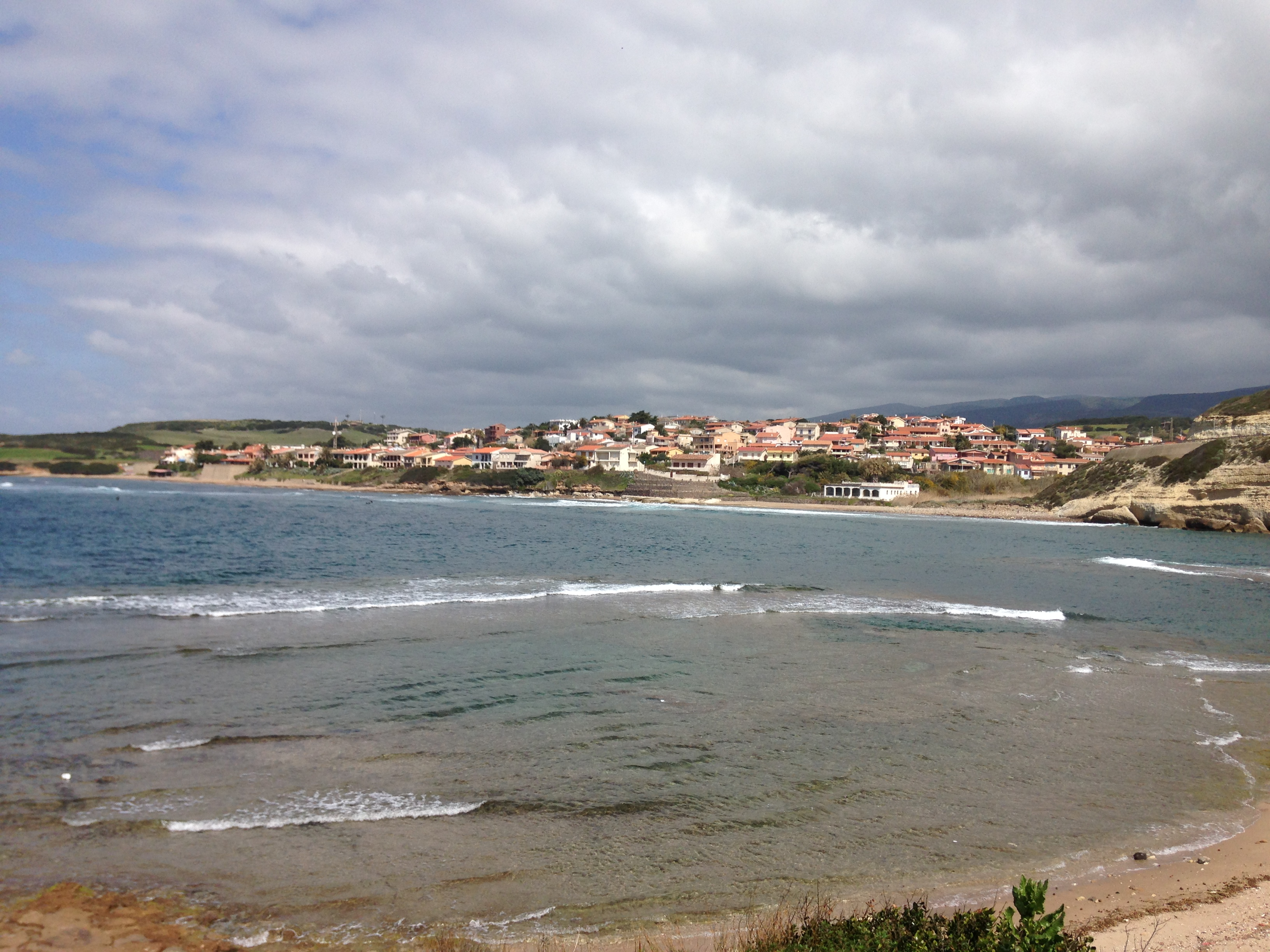
Vue du hameau de S'Archittu depuis Torre del Pozzo